# Giacomo Capuzzi
Giacomo Capuzzi, född 14 augusti 1929 i Manerbio, Lombardiet, död 26 december 2021 i Brescia, Lombardiet, var en italiensk katolsk präst, som prästvigdes 1952 i Brescia. Han var författare samt biskop1989–2005, och senare biskop emeritus, i Lodis katolska stift som omfattar hela provinsen Lodi.

## Andra bilder

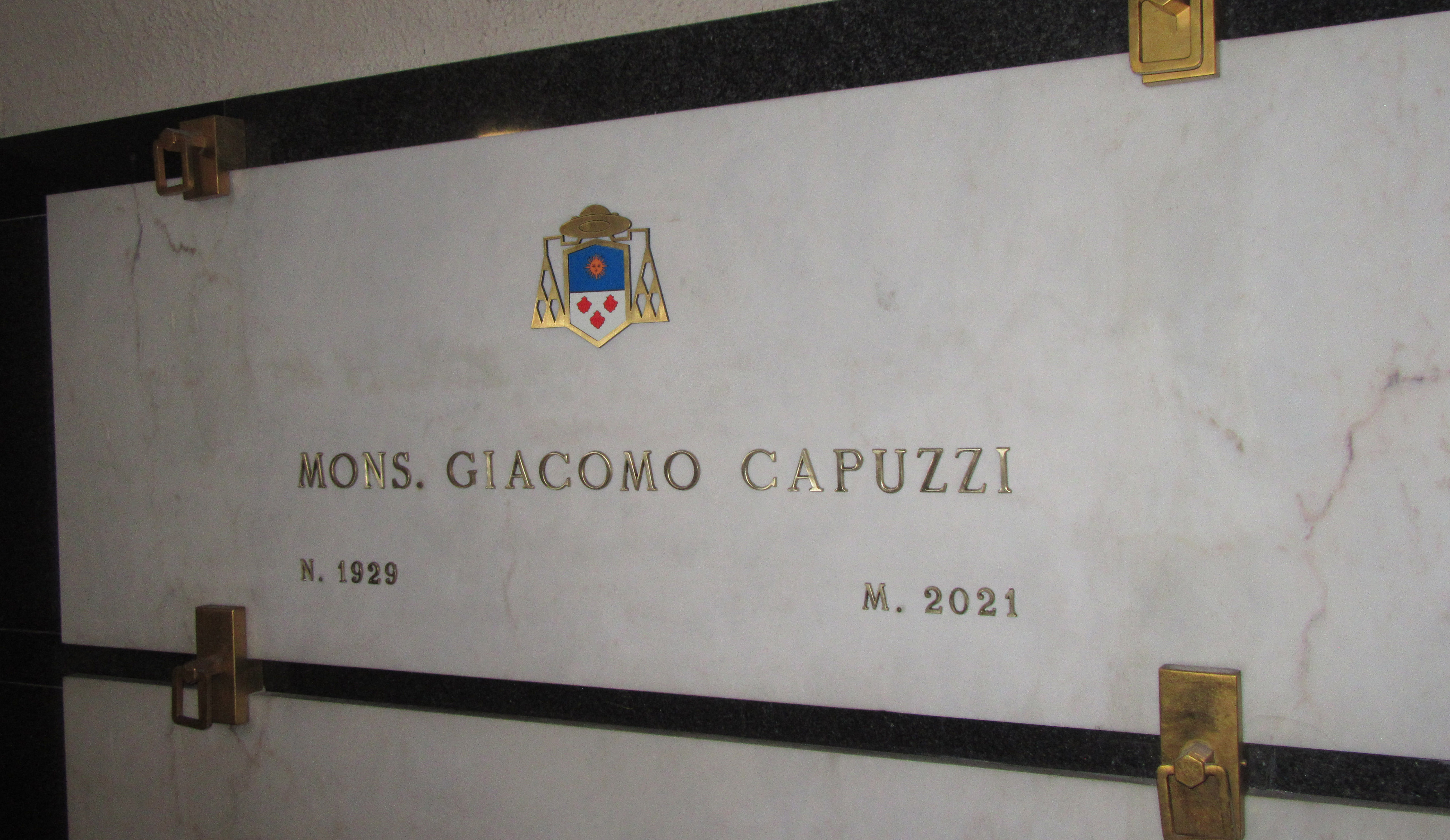
Biskop Capuzzis grav, i Lodi-katedralen